# اصول گندزدایی در عمل جراحی
مقالهٔ «اصول گندزدایی در عمل جراحی» در سال ۱۸۶۷ توسط جوزف لیستر، جراح انگلیسی، پیرامون استفادهٔ نوین از گندزداها در عمل‌های جراحی نگاشته شد.